# Hebat
Hebat (Hepat, Hepit, Hepatu) – główna bogini panteonu huryckiego i hetyckiego. Bogini Matka, Królowa Niebios, bogini płodności i piękna. Była partnerką Teszuba – boga burzy oraz matką Szarruma. Zwierzęciem poświęconym Hebat był lew; czasem przedstawiana była jako stojąca na jego grzbiecie. Niebiańskiej parze oddawano cześć w Kummi (klasyczna Comana Cappadociae) i Halab – obecnie Aleppo. 